# Burg Tsurugaoka
Die Burg Tsurugaoka (japanisch 鶴ヶ岡城, Tsurugaoka-jō) befindet sich in der Stadt Tsuruoka in der Präfektur Yamagata. In der Edo-Zeit residierte dort ein Zweig der Sakai als größere Fudai-Daimyō.

## Burgherren in der Edo-Zeit
- Ab 1601 ein Mogami,
- ab 1622 ein Zweig der Sakai mit einem Einkommen von 130.000 Koku.

## Geschichte
Die Vorgängerburg zur Burg Tsurugaoka hieß Burg Taihōji (太宝寺城). Sie war in der Sengoku-Zeit ein von den Mogami und den Uesugi umkämpfter Ort. Nach der Schlacht von Sekigahara residierte dort zurückgezogen der Herr der Burg Yamagata, Mogami Yoshiaki (最上 義光; 1546–1614), besserte sie aus und nannte sie nun Tsurugaoka. Ursprünglich war Tsurugaoka eine Nebenburg wie Burg Kamegasaki (亀ヶ崎) und kam so zu ihrem Namen: kame = Schildkröte und tsuru = Kranich bilden in der japanischen Mythologie ein Paar.
Nachdem Yoshiakis Enkel wegen schlechter Amtsführung 1622 versetzt worden war, übernahm ein Zweig der Sakai, von der Burg Matsushiro in der Provinz Shinano kommend, die Burg. Die Sakai bauten die Burg zusammen mit der Burgstadt ab dem folgenden Jahr als Zentrum der Shōnai-Region (庄内地域) groß aus und residierte dort über zwölf Generationen bis zum Beginn der Meiji-Zeit 1868.

## Die Anlage

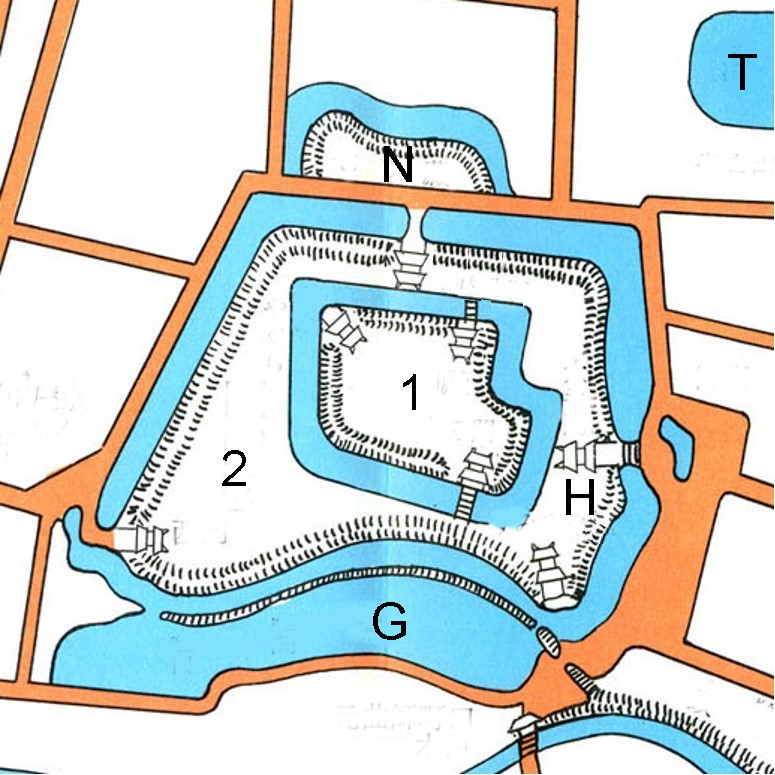
Burg Tsurugaoka (Bezeichnungen siehe Text)

Die Burg wurde auf einer leichten Anhöhe westlich des Akagawa-Flusses (赤川) angelegt. Sie bestand aus dem zentralen Bereich, dem von einem Wassergraben umgebenen Hommaru (本丸; 1), das von dem zweiten Bereich, dem ebenfalls von einem Wassergraben umgebenen Ni-no-maru (二の丸; 2) vollständig umgeben war. Darum herum wurde ein weiträumiger dritter Bereich, das San-no-maru (三の丸), angelegt, der den Charakter einer Burgstadt hatte, aber ebenfalls von einem Wassergraben, ergänzt durch den Uchigawa-Fluss (内川) im Osten, und teilweise auch mit Wällen geschützt wurde. So ist die Anlage ein gutes Beispiel für einen japanischen Burgtyp mit Ringstruktur (輪郭式, rinkaku-shiki).
Im Hommaru befand sich eine Residenz mit einer beachtlichen Ausdehnung von rund 3000 m². Geschützt wurde das Hommaru (wie auch die anderen Bereiche) durch Erdwälle. An der Nordwestecke befand sich der zweistöckige Osumi-Wachturm (御角櫓) und an der Südostecke der Watari-Wachturm (渡櫓). Im zweiten Burgbereich gab es eine Pferderennbahn und einen durch Erdbedeckung geschützten Speicher. An der Südostecke dieses Bereichs stand ebenfalls ein Wachturm. Das Haupttor (大手門, Ōte-mon; H) befand sich auf der Ostseite des Ni-no-maru. Die drei Zugänge vom dritten Bereich zur eigentlichen Burg waren durch vorgelagerte Wall- und Grabenpartien, sogenannte „Pferde-Ausläufe“ (馬出, uma-dashi) geschützt. Besonders der dem nördlichen Zugang vorgelagerte Bereich, die Vorburg "Sieben-Speicher" (七ツ蔵; Nanatsu kura; N), war stark befestigt. Im Süden des Ni-no-maru befand sich ein Graben in Form eines langgestreckten Teiches, der „Hundert-ken-Graben“ (百閒濠, Hyakken-bori). 
Von dem Grabensystem um das San-no-maru sieht man im Nordosten eine teichartige Ausbuchtung, das Tame-ike (溜池; T). 
Zu Beginn der Meiji-Zeit wurde die Burg weitgehend abgerissen. Ein Teil des Hom- und Ni-no-maru ist heute städtischer Park, wobei ein Teil der inneren Wassergräben erhalten geblieben ist. Dort befindet sich auch eine Schrein, der Shōnai-Schrein (庄内神社, ~-jinja). Im dritten Burgbereich sind die Han-Schule der Sakai, das Chidōkan (至道館) und der Garten der Sakai (酒井氏庭園, Sakai-shi teien) erhalten geblieben. 